# Jorge Asís

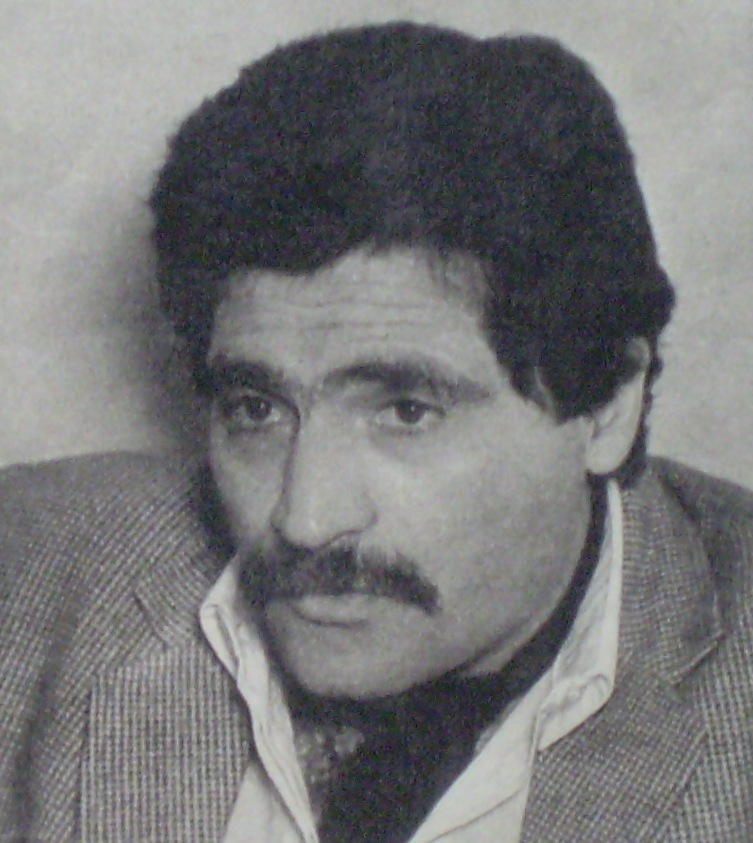
Jorge Asís im Jahr 1976

Jorge Cayetano Zaín Asís (* 3. März 1946 in Avellaneda, Gran Buenos Aires) ist ein argentinischer Journalist und Schriftsteller.

## Leben
Asís entstammt einer Familie syrischer Einwanderer. Er begann an der Universidad de Buenos Aires unter anderem Literaturwissenschaft zu studieren, musste aber dieses Studium wegen finanzieller Probleme ohne Abschluss abbrechen. Einige Jahre lang arbeitete Asís in den verschiedensten Berufen, u. a. als Vertreter und Hausierer.
Danach wurde er erst freier Mitarbeiter der Tageszeitung „Clarín“, später dann in fester Anstellung. Im Feuilleton dieser Zeitung kommentierte er unter dem Pseudonym Oberdán Rocamora respektlos u. a. die Tagespolitik; im Stil waren diese Chroniken des Tagesgeschehen den „Aguafuertes“ (Roberto Arlt) angeglichen.
In den 1990er Jahren war Asís Botschafter Argentiniens bei der UNESCO.

## Werke (Auswahl)
Erzählungen
- De cómo los comunistas se comen a los niños. 1971.
- Fe de ratas. 1976.
- La manifestación. 1971.

Lyrik
- Señorita vida. Poemas. 1970.

Romane
- Carne picada. 1981.
- Diario de la Argentina. Novela. 1984 (Schlüsselroman).
- Don Abdel Salim. 1972.
- Flores robadas en los jardines de Quilmes. Novela. 1980.
- La calle de los caballos muertos. 1982.
- La familia tipo. Novela. 1974.
- Los reventados. Novela. 1974.
- Rescate en Managua. 1986.

Politisches
- El Descascaramiento. 2007.
- La elegida y el elegidor. 2008.
- La ficción política. 1985.
- La marroquinería política. 2006.